# 7388 Marcomorelli
7388 Marcomorelli è un asteroide della fascia principale. Scoperto nel 1982, presenta un'orbita caratterizzata da un semiasse maggiore pari a 3,1269706 UA e da un'eccentricità di 0,1107169, inclinata di 11,52999° rispetto all'eclittica.